# Pseudotaxidae
Pseudotaxidae es una familia de foraminíferos bentónicos de la superfamilia Tetrataxoidea, del suborden Fusulinina y del orden Fusulinida. Su rango cronoestratigráfico abarca desde el Tournasiense (Carbonífero inferior) hasta el Namuriense (Carbonífero superior).

## Discusión
Clasificaciones más recientes incluyen Pseudotaxidae en el suborden Endothyrina, del orden Endothyrida, de la Subclase Fusulinana y de la clase Fusulinata.

## Clasificación
Pseudotaxidae incluye a los siguientes géneros:
- Pseudotaxis †
- Vissariotaxis †

Otros géneros considerados en Pseudotaxidae son:
- Endotaxis †, aceptado como Pseudotaxis
- Howchiniopsis †, aceptado como Vissariotaxis